# بيورن داهل (لاعب كرة قدم)
بيورن داهل (بالنرويجية البوكمول: Bjørn Dahl)‏ هو لاعب كرة قدم نرويجي، ولد في 24 مايو 1954 في برغن في النرويج. لعب مع نادي بران.